# 南邦德布魯克
南邦德布魯克（英語：South Bound Brook）是位於美國新澤西州薩默塞特縣的自治市鎮。

## 人口
根據2020年美國人口普查的數據，南邦德布魯克的面積為1.92平方千米，當中陸地面積為1.67平方千米，而水域面積為0.25平方千米。當地共有人口4863人，而人口密度為每平方千米2,533人。